# Lorena Berdún
Lorena Berdún Villegas (Madrid, 20 novembre 1973) è un personaggio televisivo spagnolo.

## Biografia
Dopo la laurea in Psicologia presso la Università Autonoma di Madrid, inizia a lavorare come volontaria in un centro di orientamento sessuale. Nel settembre del 1998 approda in radio con il programma En tu casa o en la mía, durante il quale gli ascoltatori raccontavano le loro esperienze sessuali e chiedevano consigli. Il programma termina nel 2002.
In seguito presenta diversi programmi divulgativi riguardanti il sesso alla radio e in televisione. Uno dei più famosi è Me lo dices o me lo cuentas, trasmesso da Telemadrid, ETB 2 e Canal Cosmopolitan. Durante la sua attività professionale si è sempre presentata come difensore della libertà e disinibizione sessuale, elogiando le virtù della masturbazione e l'uso di ogni tipo di giocattoli sessuali.
Il suo ultimo programma di divulgazione sul sesso è Dos rombos trasmesso dalla televisione spagnola dal 16 settembre del 2004 al 30 giugno del 2005.

## Attrice
Mentre presenta Dos rombos gira il cortometraggio Running Lorena di José Talavera e inizia la carriere di attrice teatrale com l'opera Invierno bajo la mesa di Roland Topor nella versione di Natalia Menéndez.
Il 23 marzo del 2006 sul canale TVE inizia la serie Con dos tacones dove Lorena interpreta Cristina, una psicologa capricciosa alla quale piacciono solo uomini sposati.
A partire dall'autunno 2006 è stata ospite fissa del programma Crozza Italia, in onda sul canale LA7, durante il quale tiene delle brevi lezioni di educazione sessuale in spagnolo interagendo col comico Maurizio Crozza.

## Opere
Lorena è autrice dei seguenti libri di sessuologia.
- En tu casa o en la mía. Todo lo que los jóvenes quieren saber para un sexo sin duda, El País Aguilar (2000) ISBN 84-03-09203-2
- Cómo hacer el amor (bien), El País Aguilar (2002) ISBN 84-03-09283-0
- ¿Qué nos pasa en la cama?, El País Aguilar (2002) ISBN 84-03-09314-4
- ¿Cómo le explico eso?: Guía breve para educar en sexualidad a los hijos, El País Aguilar (2003) ISBN 84-03-09357-8
- Nuestro sexo, Grijalbo (2004) ISBN 84-253-3864-6

### Libri tradotti in italiano
- Il nostro sesso, come farlo bene, editrice Cooper, 2007 ISBN 978-88-7394-067-8
- Come glielo spiego? Guida per educare i nostri ragazzi alla sessualità, editrice Cooper, 2008 ISBN 978-88-7394-100-2
- In camera da letto. Le difficoltà nelle relazioni sessuali, editrice Cooper, 2009 ISBN 978-88-7394-126-2
- Facciamo l'amore. Guida pratica al sesso felice, editrice Cooper, 2010 ISBN 978-88-7394-152-1

## Premi
- Premio Ondas nel 2000 per il programma radiofonico più innovativo, originale e di pubblica utilità per il programma En tu casa o en la mía
- Premio Ondas “Mejor Programa que destaque por su Innovación” a Me lo dices o me lo cuentas nel 2003
- Finalista agli International EMMY Awards 2003. (Me lo dices o me lo cuentas)
- Premio ATV come migliore conduttuttrice di programma di intrattenimento negli anni 2004 e 2005

## Regista
- Dos rombos (2004-2005), talk show su TVE
- Balas de plata (2008), talk show su TVE

## Attrice
- Cosas que importan (2002)
- Operación Triunfo (2002)
- 50º edición de los premios Ondas (2002)
- Una altra cosa (2002)
- 7 vidas (2002) - 1 episodio
- V premios ATV (2003)
- Dreamless (2003)
- Escuela de seducción (2004)
- Contamos todos (2004)
- Nuestra mejor canción (2004)
- Gala TP de oro 2004 (2005)
- VII premios ATV (2005)
- Caiga quien caiga (2005)
- Buenafuente (2005)
- Channel nº 4 (2006)
- Las 50 imágenes de nuestra vida (2006)
- Con dos tacones (2006)
- Cine en blanco y negro (2009)

## Presentatrice
- ¿Existe Sexo en Nueva York? (2004), documentario su Canal+ España
- Dos rombos (2005), talk show su TVE

## Ospite
- Crozza Italia su LA7 (2006-2009) con Maurizio Crozza su LA7
- Crozza Alive su LA7